# Bursariidae
Famille
Les Bursariidae sont une famille de Ciliés de la classe des Colpodea et de l’ordre des Bursariomorphida.

## Étymologie
Le nom de la famille vient du genre type Bursaria, dérivé du latin bursa, bourse, en référence à  la forme de cet organisme.

## Description

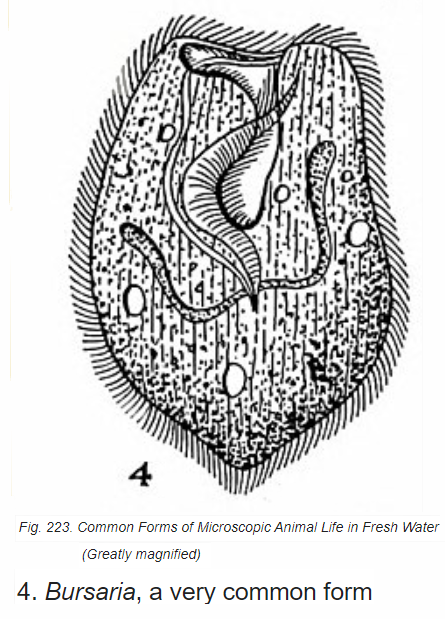
Bursaria sp.

En 1773, Muller fait de Bursaria truncatella la description suivante : 

« Petit animal visible à l'œil nu, blanchâtre, de la taille d'une demi-ligne, ovale, à l'extrémité, là où l'ouverture est large, obliquement tronquée.
Il existe un espace de l'ouverture vers la base. Au fond sont visibles plusieurs œufs, trois à cinq sphériques, rouges.
L'organisme se déplace en roulant lentement de droite à gauche, ou de gauche à droite. Il monte en spirale à la surface de l'eau (parfois, il interrompt l'ascension par un roulis soudain, mais continue bientôt sa montée), et lorsqu'il a touchée la surface trois ou quatre fois, il redescend avec un mouvement similaire mais plus lent.
Bursaria montre une simple membrane transparente, blanche, pliée en forme de bourse, le petit animal ne se révélant que par son mouvement spontané. »

## Habitat
Muller a observé Bursaria abondamment au printemps, dans des zones aquatiques, marécageuses et boisées, remplies de terre de sphaigne en décomposition.

## Liste des genres
Selon GBIF (2 novembre 2022) :
- Bursaria (en) Müller, 1773
  - Espèce type : Bursaria truncatella Müller, 1773
- Thylacidium

## Systématique
Le nom valide de ce taxon est Bursariidae Bory de St. Vincent, 1826.